# Hoku
Hoku Ho Clements, conosciuta semplicemente come Hoku (Oahu, 10 giugno 1981), è una cantante statunitense.

## Biografia
Nata Hoku Christian Ho sull'isola hawaiiana di Oahu, è figlia del cantante Don Ho e di Patricia Swallie. Il suo nome significa stella in lingua hawaiiana. Suo padre era hapa: aveva infatti origini hawaiiane, cinesi, portoghesi, tedesche e olandesi. È stato lui ad avvicinarla alla musica, insegnandole a scrivere canzoni sin da bambina.
Hoku è stata scoperta dalla cantautrice e produttrice Antonina Armato, che l'ha convinta a trasferirsi a Los Angeles dopo il suo diploma alla La Pietra Hawaii School for Girls di Honolulu. La cantante ha iniziato a studiare all'Università Point Loma Nazarene di San Diego, prima di ricevere un contratto di $300 000 dalla Geffen Records e decidere quindi di abbandonare gli studi.
Il suo singolo di debutto, Another Dumb Blonde, è stato pubblicato il 18 gennaio 2000 ed è stato incluso nella colonna sonora del film Snow Day. Ha raggiunto la 27ª posizione della classifica statunitense e ha venduto 600 000 copie in un anno. Il 18 aprile 2000 è stato pubblicato il primo album della cantante, Hoku, che non è andato oltre il 151º posto della classifica statunitense degli album. L'anno successivo il suo brano Perfect Day è stato incluso nella colonna sonora de La rivincita delle bionde.
La cantante ha successivamente lasciato la Geffen per via di divergenze artistiche con gli esecutivi dell'etichetta, e ha continuato a pubblicare musica sull'etichetta creata da lei, la Ola Vista Records. Nell'estate del 2008 ha aperto la data hawaiiana della tournée di Gwen Stefani, lo Sweet Escape Tour.

## Vita privata
Hoku è di fede cristiana dal 1995, anno in cui ha iniziato a frequentare la sua chiesa di quartiere. Ha sposato il suo fidanzato del liceo, Jeremy Clements, nel 1999. Hoku e suo marito hanno tre figli e vivono a Dana Point, in California, dove frequentano e partecipano attivamente alla Branches Church.

## Discografia

### Album in studio
- 2000 – Hoku

### EP
- 2008 – Listen Up
- 2018 – Called by Name

### Singoli
- 2000 – Another Dumb Blonde
- 2000 – How Do I Feel (The Burrito Song)
- 2001 – Perfect Day
- 2019 – The World Slept On
- 2020 – Greater

## Filmografia
- Nancy Drew, regia di James Frawley (2002)
- Arizona Summer, regia di Joey Travolta (2004)